# Papuadytes
Papuadytes is een geslacht van kevers uit de familie  waterroofkevers (Dytiscidae).
Het geslacht is voor het eerst wetenschappelijk beschreven in 1998 door Balke.

## Soorten
Het geslacht omvat de volgende soorten:
- Papuadytes abditus (Balke, Watts, Cooper, Humphreys & Vogler, 2004)
- Papuadytes aipo (Balke, 1998)
- Papuadytes aipomek (Balke, 1998)
- Papuadytes ascendens (Balke, 1998)
- Papuadytes astrophallus (Balke, 1998)
- Papuadytes ater (Sharp, 1882)
- Papuadytes atowaso Shaverdo, Sagata & Balke, 2005
- Papuadytes atratus (J.Balfour-Browne, 1939)
- Papuadytes atripennis (J.Balfour-Browne, 1939)
- Papuadytes aubei (Montrouzier, 1860)
- Papuadytes australiae (Clark, 1863)
- Papuadytes australis (Clark, 1863)
- Papuadytes bacchusi (Balke, 1998)
- Papuadytes bagus (Balke & Hendrich, 2001)
- Papuadytes bimaculatus (Perroud & Montrouzier, 1864)
- Papuadytes boulevardi (Watts, 1978)
- Papuadytes broschii (Balke, 1998)
- Papuadytes brownei (Guignot, 1942)
- Papuadytes casuarinus (Balke & Hendrich, 1998)
- Papuadytes commatifer (Heller, 1916)
- Papuadytes damantiensis (Balke, 1998)
- Papuadytes danae (Balke, 1998)
- Papuadytes desii (Balke, 1999)
- Papuadytes elongatulus (W.J. Macleay, 1871)
- Papuadytes erteldi (Balke, 1998)
- Papuadytes ferrugineus (Sharp, 1882)
- Papuadytes fume (Balke, 1998)
- Papuadytes gapa (Watts, 1978)
- Papuadytes glyptus (Guignot, 1955)
- Papuadytes gracilis (Sharp, 1882)
- Papuadytes heidiae (Balke, 1998)
- Papuadytes hintelmannae Shaverdo, Sagata & Balke, 2005
- Papuadytes interruptus (Perroud & Montrouzier, 1864)
- Papuadytes jaseminae (Balke, 1998)
- Papuadytes kainantuensis (Balke, 2001)
- Papuadytes karmurensis (Balke, 1998)
- Papuadytes ketembang (Balke, 1998)
- Papuadytes larsoni (Balke, 1998)
- Papuadytes maculatus (Sharp, 1882)
- Papuadytes madangensis (Balke, 2001)
- Papuadytes manfredi (Balke, 1998)
- Papuadytes marinae Shaverdo, Sagata & Balke, 2005
- Papuadytes me (Balke, 1998)
- Papuadytes melanarius (Sharp, 1882)
- Papuadytes messeri (Balke, 1999)
- Papuadytes miriae (Balke, 1998)
- Papuadytes monae (Balke, 1998)
- Papuadytes munaso Shaverdo, Sagata & Balke, 2005
- Papuadytes nomax (J.Balfour-Browne, 1939)
- Papuadytes novaecaledoniae (J.Balfour-Browne, 1939)
- Papuadytes parvulus (Boisduval, 1835)
- Papuadytes patepensis (Balke, 1998)
- Papuadytes perfectus (Sharp, 1882)
- Papuadytes politus (Sharp, 1882)
- Papuadytes punctipennis (Lea, 1899)
- Papuadytes rasilis (Lea, 1899)
- Papuadytes rivulus (Balke, 1998)
- Papuadytes rufus (Balke, 1998)
- Papuadytes sanctimontis (Balke, 1998)
- Papuadytes shizong (Balke & Bergsten, 2003)
- Papuadytes simplex (Clark, 1863)
- Papuadytes takime (Balke, 1998)
- Papuadytes talaki (Balke, 1998)
- Papuadytes tarmluensis (Balke, 1998)
- Papuadytes ullrichi (Balke, 1998)
- Papuadytes vladimiri Shaverdo, Sagata & Balke, 2005